# Ozuna/Diskografie
Diese Diskografie ist eine Übersicht über die musikalischen Werke des puerto-ricanischen Reggaeton-Sängers Ozuna. Den Schallplattenauszeichnungen zufolge hat er bisher mehr als 59,8 Millionen Tonträger verkauft. Seine erfolgreichste Veröffentlichung ist die Single Taki Taki mit über 9,2 Millionen verkauften Einheiten.

## Alben

### Studioalben
| Jahr | Titel Musiklabel           | Höchstplatzierung, Gesamtwochen, AuszeichnungChartplatzierungen (Jahr, Titel, Musiklabel, Platzierungen, Wochen, Auszeichnungen, Anmerkungen) | Höchstplatzierung, Gesamtwochen, AuszeichnungChartplatzierungen (Jahr, Titel, Musiklabel, Platzierungen, Wochen, Auszeichnungen, Anmerkungen) | Höchstplatzierung, Gesamtwochen, AuszeichnungChartplatzierungen (Jahr, Titel, Musiklabel, Platzierungen, Wochen, Auszeichnungen, Anmerkungen) | Höchstplatzierung, Gesamtwochen, AuszeichnungChartplatzierungen (Jahr, Titel, Musiklabel, Platzierungen, Wochen, Auszeichnungen, Anmerkungen) | Höchstplatzierung, Gesamtwochen, AuszeichnungChartplatzierungen (Jahr, Titel, Musiklabel, Platzierungen, Wochen, Auszeichnungen, Anmerkungen) | Höchstplatzierung, Gesamtwochen, AuszeichnungChartplatzierungen (Jahr, Titel, Musiklabel, Platzierungen, Wochen, Auszeichnungen, Anmerkungen) | Höchstplatzierung, Gesamtwochen, AuszeichnungChartplatzierungen (Jahr, Titel, Musiklabel, Platzierungen, Wochen, Auszeichnungen, Anmerkungen) | Anmerkungen                                                 |
| Jahr | Titel Musiklabel           | DE | AT | CH | UK | US | Latin | ES | Anmerkungen                                                 |
| ---- | -------------------------- | --- | --- | --- | --- | --- | --- | --- | ----------------------------------------------------------- |
| 2017 | Odisea Aura Music (Sony)   | — | — | CH90 (1 Wo.)CH | — | US22 (82 Wo.)US | Latin1 ×2×8Doppeldiamant + Achtfachplatin · (… Wo.)Latin                                                                                      | ES38 Gold · (22 Wo.)ES | Erstveröffentlichung: 25. August 2017 Verkäufe: + 1.750.000 |
| 2018 | Aura Aura Music (Sony)     | — | — | CH10 (6 Wo.)CH | — | US7 (41 Wo.)US | Latin1 ×2×3Doppeldiamant + Dreifachplatin · (135 Wo.)Latin                                                                                    | ES40 Gold · (55 Wo.)ES | Erstveröffentlichung: 24. August 2018 Verkäufe: + 1.450.000 |
| 2019 | Nibiru Aura Music (Sony)   | — | — | CH50 (1 Wo.)CH | — | US41 (8 Wo.)US | Latin1 ×5Fünffachplatin · (48 Wo.)Latin | ES17 (23 Wo.)ES | Erstveröffentlichung: 29. November 2019 Verkäufe: + 330.000 |
| 2020 | Enoc Aura Music (Sony)     | — | — | CH23 (3 Wo.)CH | — | US17 (12 Wo.)US | Latin1 ×7Siebenfachplatin · (103 Wo.)Latin | ES1 Platin · (150 Wo.)ES | Erstveröffentlichung: 4. September 2020 Verkäufe: + 575.000 |
| 2022 | OzuTochi Aura Music (Sony) | — | — | — | — | US161 (1 Wo.)US | Latin5 (42 Wo.)Latin | ES7 (22 Wo.)ES | Erstveröffentlichung: 7. Oktober 2022 Verkäufe: + 70.000    |
| 2023 | Cosmo Aura Music (Sony)    | — | — | — | — | US116 (1 Wo.)US | Latin9 (4 Wo.)Latin | ES7 (6 Wo.)ES | Erstveröffentlichung: 17. November 2023                     |

### Kollaboalben
| Jahr | Titel Musiklabel                                    | Höchstplatzierung, Gesamtwochen, AuszeichnungChartplatzierungen (Jahr, Titel, Musiklabel, Platzierungen, Wochen, Auszeichnungen, Anmerkungen) | Höchstplatzierung, Gesamtwochen, AuszeichnungChartplatzierungen (Jahr, Titel, Musiklabel, Platzierungen, Wochen, Auszeichnungen, Anmerkungen) | Höchstplatzierung, Gesamtwochen, AuszeichnungChartplatzierungen (Jahr, Titel, Musiklabel, Platzierungen, Wochen, Auszeichnungen, Anmerkungen) | Höchstplatzierung, Gesamtwochen, AuszeichnungChartplatzierungen (Jahr, Titel, Musiklabel, Platzierungen, Wochen, Auszeichnungen, Anmerkungen) | Höchstplatzierung, Gesamtwochen, AuszeichnungChartplatzierungen (Jahr, Titel, Musiklabel, Platzierungen, Wochen, Auszeichnungen, Anmerkungen) | Höchstplatzierung, Gesamtwochen, AuszeichnungChartplatzierungen (Jahr, Titel, Musiklabel, Platzierungen, Wochen, Auszeichnungen, Anmerkungen) | Höchstplatzierung, Gesamtwochen, AuszeichnungChartplatzierungen (Jahr, Titel, Musiklabel, Platzierungen, Wochen, Auszeichnungen, Anmerkungen) | Anmerkungen                                                            |
| Jahr | Titel Musiklabel                                    | DE | AT | CH | UK | US | Latin | ES | Anmerkungen                                                            |
| ---- | --------------------------------------------------- | --- | --- | --- | --- | --- | --- | --- | ---------------------------------------------------------------------- |
| 2021 | Los dioses Aura Music • Real lasta la muerte (Sony) | — | — | CH17 (2 Wo.)CH | — | US10 (4 Wo.)US | Latin1 (20 Wo.)Latin | ES1 Gold · (35 Wo.)ES | Erstveröffentlichung: 22. Januar 2021 Verkäufe: + 20.000; mit Anuel AA |

### Kompilationen
| Jahr | Titel Musiklabel                     | Höchstplatzierung, Gesamtwochen, AuszeichnungChartplatzierungen (Jahr, Titel, Musiklabel, Platzierungen, Wochen, Auszeichnungen, Anmerkungen) | Höchstplatzierung, Gesamtwochen, AuszeichnungChartplatzierungen (Jahr, Titel, Musiklabel, Platzierungen, Wochen, Auszeichnungen, Anmerkungen) | Höchstplatzierung, Gesamtwochen, AuszeichnungChartplatzierungen (Jahr, Titel, Musiklabel, Platzierungen, Wochen, Auszeichnungen, Anmerkungen) | Höchstplatzierung, Gesamtwochen, AuszeichnungChartplatzierungen (Jahr, Titel, Musiklabel, Platzierungen, Wochen, Auszeichnungen, Anmerkungen) | Höchstplatzierung, Gesamtwochen, AuszeichnungChartplatzierungen (Jahr, Titel, Musiklabel, Platzierungen, Wochen, Auszeichnungen, Anmerkungen) | Höchstplatzierung, Gesamtwochen, AuszeichnungChartplatzierungen (Jahr, Titel, Musiklabel, Platzierungen, Wochen, Auszeichnungen, Anmerkungen) | Höchstplatzierung, Gesamtwochen, AuszeichnungChartplatzierungen (Jahr, Titel, Musiklabel, Platzierungen, Wochen, Auszeichnungen, Anmerkungen) | Anmerkungen                            |
| Jahr | Titel Musiklabel                     | DE | AT | CH | UK | US | Latin | ES | Anmerkungen                            |
| ---- | ------------------------------------ | --- | --- | --- | --- | --- | --- | --- | -------------------------------------- |
| 2016 | Todos los exitos Rimas Music (Rimas) | — | — | — | — | — | Latin30 (1 Wo.)Latin | — | Erstveröffentlichung: 6. Dezember 2016 |

### EPs
| Jahr | Titel Musiklabel       | Höchstplatzierung, Gesamtwochen, AuszeichnungChartplatzierungen (Jahr, Titel, Musiklabel, Platzierungen, Wochen, Auszeichnungen, Anmerkungen) | Höchstplatzierung, Gesamtwochen, AuszeichnungChartplatzierungen (Jahr, Titel, Musiklabel, Platzierungen, Wochen, Auszeichnungen, Anmerkungen) | Höchstplatzierung, Gesamtwochen, AuszeichnungChartplatzierungen (Jahr, Titel, Musiklabel, Platzierungen, Wochen, Auszeichnungen, Anmerkungen) | Höchstplatzierung, Gesamtwochen, AuszeichnungChartplatzierungen (Jahr, Titel, Musiklabel, Platzierungen, Wochen, Auszeichnungen, Anmerkungen) | Höchstplatzierung, Gesamtwochen, AuszeichnungChartplatzierungen (Jahr, Titel, Musiklabel, Platzierungen, Wochen, Auszeichnungen, Anmerkungen) | Höchstplatzierung, Gesamtwochen, AuszeichnungChartplatzierungen (Jahr, Titel, Musiklabel, Platzierungen, Wochen, Auszeichnungen, Anmerkungen) | Höchstplatzierung, Gesamtwochen, AuszeichnungChartplatzierungen (Jahr, Titel, Musiklabel, Platzierungen, Wochen, Auszeichnungen, Anmerkungen) | Anmerkungen                        |
| Jahr | Titel Musiklabel       | DE | AT | CH | UK | US | Latin | ES | Anmerkungen                        |
| ---- | ---------------------- | --- | --- | --- | --- | --- | --- | --- | ---------------------------------- |
| 2023 | Afro Aura Music (Sony) | — | — | — | — | — | — | ES71 (… Wo.)ES | Erstveröffentlichung: 26. Mai 2023 |

## Singles

### Als Leadmusiker
| Jahr | Titel Album                                            | Höchstplatzierung, Gesamtwochen, AuszeichnungChartplatzierungen (Jahr, Titel, Album, Platzierungen, Wochen, Auszeichnungen, Anmerkungen) | Höchstplatzierung, Gesamtwochen, AuszeichnungChartplatzierungen (Jahr, Titel, Album, Platzierungen, Wochen, Auszeichnungen, Anmerkungen) | Höchstplatzierung, Gesamtwochen, AuszeichnungChartplatzierungen (Jahr, Titel, Album, Platzierungen, Wochen, Auszeichnungen, Anmerkungen) | Höchstplatzierung, Gesamtwochen, AuszeichnungChartplatzierungen (Jahr, Titel, Album, Platzierungen, Wochen, Auszeichnungen, Anmerkungen) | Höchstplatzierung, Gesamtwochen, AuszeichnungChartplatzierungen (Jahr, Titel, Album, Platzierungen, Wochen, Auszeichnungen, Anmerkungen) | Höchstplatzierung, Gesamtwochen, AuszeichnungChartplatzierungen (Jahr, Titel, Album, Platzierungen, Wochen, Auszeichnungen, Anmerkungen) | Höchstplatzierung, Gesamtwochen, AuszeichnungChartplatzierungen (Jahr, Titel, Album, Platzierungen, Wochen, Auszeichnungen, Anmerkungen) | Anmerkungen | [↑]: gemeinsam behandelt mit vorhergehendem Eintrag; [←]: in beiden Charts platziert |
| Jahr | Titel Album                                            | DE | AT | CH | UK | US | Latin | ES | Anmerkungen |                                                                                      |
| --- | ------------------------------------------------------ | --- | --- | --- | --- | --- | --- | --- | --- | ------------------------------------------------------------------------------------ |
| 2014 | Detras del mic –                                       | — | — | — | — | — | — | — | Erstveröffentlichung: 19. Juli 2014 |                                                                                      |
| 2014 | Si no te quiere –                                      | — | — | — | — | — | Latin19 (26 Wo.)Latin | ES— GoldES | Erstveröffentlichung: 4. Oktober 2014 (feat. D.OZi) Neuauflage: 17. Juni 2015 (feat. Juanka el Problematik) Verkäufe: + 30.000              |                                                                                      |
| 2015 | Dicen –                                                | — | — | — | — | — | — | — | Erstveröffentlichung: 17. Juni 2015 feat. Kendo Kaponi                                                                                      |                                                                                      |
| 2015 | Si te dejas llevar –                                   | — | — | — | — | — | — | — | Erstveröffentlichung: 17. Juni 2015 Verkäufe: + 60.000; feat. Juanka el Problematik                                                         |                                                                                      |
| 2015 | Pasión y deseo –                                       | — | — | — | — | — | — | — | Erstveröffentlichung: 27. Oktober 2015 |                                                                                      |
| 2016 | Me reclama Todos los exitos                            | — | — | — | — | — | — | ES— GoldES | Erstveröffentlichung: 23. Januar 2016 Verkäufe: + 30.000; mit Luigi 21Plus                                                                  |                                                                                      |
| 2016 | No quiere enamorarse Todos los exitos                  | — | — | — | — | — | Latin35 (21 Wo.)Latin | ES— GoldES | Erstveröffentlichung: 24. März 2016 (Remix) Verkäufe: + 30.000; Remix feat. Daddy Yankee                                                    |                                                                                      |
| 2016 | Te fuiste Todos los exitos                             | — | — | — | — | — | Latin46 ×2Doppelplatin · (1 Wo.)Latin | — | Erstveröffentlichung: 13. Mai 2016 Verkäufe: + 120.000; feat. Pusho                                                                         |                                                                                      |
| 2016 | Un bellaqueo Todos los exitos                          | — | — | — | — | — | — | — | Erstveröffentlichung: 2. Juni 2016 feat. Alexio la Bestia, Juanka el Problematik & Pusho                                                    |                                                                                      |
| 2016 | Dile que tu me quieres Todos los exitos • Odisea       | — | — | — | — | — | Latin8 ×2Diamant + Doppelplatin · (33 Wo.)Latin                                                                                          | ES33 Platin · (38 Wo.)ES | Erstveröffentlichung: 6. Juni 2016 Verkäufe: + 860.000                                                                                      |                                                                                      |
| 2016 | Te vas –                                               | — | — | — | — | — | Latin31 (20 Wo.)Latin | ES— GoldES | Erstveröffentlichung: 6. Juni 2016 Verkäufe: + 30.000                                                                                       |                                                                                      |
| 2016 | One Dancehall –                                        | — | — | — | — | — | — | — | Erstveröffentlichung: 9. Juni 2016 mit Keko Musik & Le Magic feat. Ñengo Flow & Zion y Lennox                                               |                                                                                      |
| 2016 | En la intimidad Todos los exitos                       | — | — | — | — | — | Latin25 (20 Wo.)Latin | — | Erstveröffentlichung: 6. August 2016 |                                                                                      |
| 2016 | Su tumbao Todos los exitos                             | — | — | — | — | — | — | — | Erstveröffentlichung: 22. August 2016 mit Trebol Clan feat. Jowell                                                                          |                                                                                      |
| 2016 | Diles (Remix) –                                        | — | — | — | — | — | Latin— ×4VierfachplatinLatin | ES85 ×4Vierfachplatin · (10 Wo.)ES | Erstveröffentlichung: 26. August 2016 Verkäufe: + 480.000 mit Bad Bunny & Farruko feat. Arcángel & Ñengo Flow                               |                                                                                      |
| 2016 | Me ama me odia Todos los exitos                        | — | — | — | — | — | Latin— ×4VierfachplatinLatin | ES— GoldES | Erstveröffentlichung: 1. September 2016 Verkäufe: + 240.000 mit Cosculluela & Revol feat. Arcángel & Brytiago                               |                                                                                      |
| 2016 | La para bi … –                                         | — | — | — | — | — | — | — | Erstveröffentlichung: 2. Oktober 2016 feat. Benny Benni, Farruko, Juanka el Problematik & Bryant Myers                                      |                                                                                      |
| 2016 | Hello Todos los exitos                                 | — | — | — | — | — | Latin39 (10 Wo.)Latin | — | Erstveröffentlichung: 4. November 2016 Verkäufe: + 336.000; mit Karol G                                                                     |                                                                                      |
| 2016 | El pecado Todos los exitos                             | — | — | — | — | — | — | — | Erstveröffentlichung: 1. Dezember 2016 |                                                                                      |
| 2017 | El final (Remix) –                                     | — | — | — | — | — | — | — | Erstveröffentlichung: 2017 mit Goldy Boy |                                                                                      |
| 2017 | No forcen –                                            | — | — | — | — | — | — | — | Erstveröffentlichung: 2017 mit Anuel AA |                                                                                      |
| 2017 | Simple –                                               | — | — | — | — | — | — | — | Erstveröffentlichung: 25. Januar 2017 Verkäufe: + 120.000 mit Baby Rasta & Gringo, Cosculluela & Ñengo Flow                                 |                                                                                      |
| 2017 | Después de las 12 –                                    | — | — | — | — | — | — | — | Erstveröffentlichung: 23. Februar 2017 |                                                                                      |
| 2017 | Tu foto Odisea                                         | — | — | — | — | — | Latin8 Diamant + Platin · (26 Wo.)Latin                                                                                                  | ES16 ×2Doppelplatin · (37 Wo.)ES | Erstveröffentlichung: 27. April 2017 Verkäufe: + 765.000                                                                                    |                                                                                      |
| 2017 | Si tú quieres –                                        | — | — | — | — | — | — | — | Erstveröffentlichung: 16. Juni 2017 feat. Anuel AA & Pusho                                                                                  |                                                                                      |
| 2017 | Bebé Odisea                                            | — | — | — | — | — | Latin28 (20 Wo.)Latin | ES66 (1 Wo.)ES | Erstveröffentlichung: 21. Juni 2017 feat. Anuel AA                                                                                          |                                                                                      |
| 2017 | El farsante Odisea                                     | — | — | — | — | US49* (20 Wo.)US | Latin2* (52 Wo.)Latin | ES22 ×5Fünffachplatin · (62 Wo.)ES | Erstveröffentlichung: 21. Juli 2017 Verkäufe: + 500.000; *mit Romeo Santos                                                                  |                                                                                      |
| 2017 | Qué va –                                               | — | — | — | — | — | Latin17 (24 Wo.)Latin | ES11 (34 Wo.)ES | Erstveröffentlichung: 4. August 2017 Verkäufe: + 105.000; mit Alex Sensation                                                                |                                                                                      |
| 2017 | Humo y alcohol Todos los exitos                        | — | — | — | — | — | — | ES— ×2DoppelplatinES | Erstveröffentlichung: 8. August 2017 (Remix) Remix mit Andiel & Eloy                                                                        |                                                                                      |
| 2017 | Se preparó Odisea                                      | — | — | — | — | — | Latin16 ×2Doppeldiamant + Platin · (26 Wo.)Latin                                                                                         | ES3 ×5Fünffachplatin · (40 Wo.)ES | Erstveröffentlichung: 10. August 2017 Verkäufe: + 1.610.000                                                                                 |                                                                                      |
| 2017 | Criminal –                                             | — | — | CH91 (7 Wo.)CH | — | US95 (3 Wo.)US | Latin5 ×5Diamant + Fünffachplatin · (28 Wo.)Latin                                                                                        | ES1 ×5Fünffachplatin · (50 Wo.)ES | Erstveröffentlichung: 1. September 2017 Verkäufe: + 1.500.000; mit Natti Natasha                                                            |                                                                                      |
| 2017 | La fórmula Mi movimiento                               | — | — | — | — | — | Latin23 ×3Dreifachplatin · (18 Wo.)Latin                                                                                                 | ES65 Gold · (14 Wo.)ES | Erstveröffentlichung: 15. September 2017 Verkäufe: + 210.000 mit De La Ghetto & Daddy Yankee feat. Chris Jeday                              |                                                                                      |
| 2017 | Andan por ahí –                                        | — | — | — | — | — | — | — | Erstveröffentlichung: 26. Oktober 2017 mit Alexio la Bestia, Arcángel, Bad Bunny, Cosculluela, Farruko, Nicky Jam, Ñengo Flow, Wisin & Zion |                                                                                      |
| 2017 | Secreto –                                              | — | — | — | — | — | — | — | Erstveröffentlichung: 27. Oktober 2017 mit El Porto Alvarez                                                                                 |                                                                                      |
| 2017 | El desorden –                                          | — | — | — | — | — | — | ES— GoldES | Erstveröffentlichung: 17. November 2017 Verkäufe: + 30.000; mit Plan B & Daddy Yankee                                                       |                                                                                      |
| 2017 | La modelo Aura                                         | — | — | — | — | US52 (14 Wo.)US | Latin3 (26 Wo.)Latin | ES50 Gold · (14 Wo.)ES | Erstveröffentlichung: 22. Dezember 2017 Verkäufe: + 60.000; feat. Cardi B                                                                   |                                                                                      |
| 2018 | Solita –                                               | — | — | — | — | — | Latin20 ×4Vierfachdiamant + Vierfachplatin · (21 Wo.)Latin                                                                               | ES20 ×2Doppelplatin · (21 Wo.)ES | Erstveröffentlichung: 19. Januar 2018 Verkäufe: + 2.785.000; mit Almighty, Bad Bunny & Wisin                                                |                                                                                      |
| 2018 | Bipolar –                                              | — | — | — | — | — | Latin17 (19 Wo.)Latin | ES37 Platin · (22 Wo.)ES | Erstveröffentlichung: 9. März 2018 Verkäufe: + 60.000; mit Chris Jeday & Brytiago                                                           |                                                                                      |
| 2018 | Balenciaga –                                           | — | — | — | — | — | Latin37 (3 Wo.)Latin | ES67 Gold · (5 Wo.)ES | Erstveröffentlichung: 5. April 2018 Verkäufe: + 30.000; mit El Dominio                                                                      |                                                                                      |
| 2018 | Única Aura                                             | — | — | — | — | US72 (1 Wo.)US | Latin3 (26 Wo.)Latin | ES25 Platin · (24 Wo.)ES | Erstveröffentlichung: 26. April 2018 Verkäufe: + 65.000                                                                                     |                                                                                      |
| 2018 | Pa mi –                                                | — | — | — | — | — | Latin21 Gold · (11 Wo.)Latin | — | Erstveröffentlichung: 8. Juni 2018 Verkäufe: + 30.000; mit Tory Lanez                                                                       |                                                                                      |
| 2018 | Karma –                                                | — | — | — | — | — | Latin30 Platin · (3 Wo.)Latin | — | Erstveröffentlichung: 8. Juni 2018 Verkäufe: + 60.000; mit Sky & J Balvin                                                                   |                                                                                      |
| 2018 | Dialo –                                                | — | — | — | — | — | — | — | Erstveröffentlichung: 23. Juni 2018 mit Jon Z & Galante el Emperador                                                                        |                                                                                      |
| 2018 | Vaina loca Aura                                        | — | — | CH63 (8 Wo.)CH | — | US94 (2 Wo.)US | Latin4 (28 Wo.)Latin | ES1 ×6Sechsfachplatin · (50 Wo.)ES | Erstveröffentlichung: 28. Juni 2018 Verkäufe: + 560.000; feat. Manuel Turizo                                                                |                                                                                      |
| 2018 | El Anillo (Remix)                                      | — | — | CH— aCH | — | — | Latin— aLatin | ES41 (10 Wo.)ES | Erstveröffentlichung: 13. Juli 2018 mit Jennifer Lopez                                                                                      |                                                                                      |
| 2018 | Luz apaga –                                            | — | — | — | — | — | Latin26 (6 Wo.)Latin | ES50 Platin · (22 Wo.)ES | Erstveröffentlichung: 16. November 2018 Verkäufe: + 60.000; mit Lunay, Rauw Alejandro & Lyanno                                              |                                                                                      |
| 2018 | Por ti –                                               | — | — | — | — | — | — | — | Erstveröffentlichung: 6. Dezember 2018 mit Almighty                                                                                         |                                                                                      |
| 2018 | Llegó la navidad –                                     | — | — | — | — | — | — | — | Erstveröffentlichung: 12. Dezember 2018 mit Generación Escogida feat. Christian Nieves                                                      |                                                                                      |
| 2019 | Baila baila baila Nibiru                               | DE92 (2 Wo.)DE | — | CH14 (36 Wo.)CH | — | — | Latin— PlatinLatin | ES2 ×5Fünffachplatin · (52 Wo.)ES | Erstveröffentlichung: 5. Januar 2019 Verkäufe: + 1.820.000                                                                                  |                                                                                      |
| 2019 | Cama vacía –                                           | — | — | — | — | — | Latin27 (2 Wo.)Latin | ES75 (3 Wo.)ES | Erstveröffentlichung: 31. Januar 2019 |                                                                                      |
| 2019 | Vacía sin mí –                                         | — | — | — | — | — | — | ES40 (10 Wo.)ES | Erstveröffentlichung: 14. März 2019 mit Darell                                                                                              |                                                                                      |
| 2019 | Baila baila baila (Remix) –                            | — | — | — | — | US69 (9 Wo.)US | Latin3 (30 Wo.)Latin | ES— ×2DoppelplatinES | Erstveröffentlichung: 25. April 2019 Verkäufe: + 120.000 feat. Daddy Yankee, Anuel AA, J Balvin & Farruko                                   |                                                                                      |
| 2019 | Amor genuino Nibiru                                    | — | — | — | — | US92 (1 Wo.)US | Latin8 (18 Wo.)Latin | ES31 Gold · (9 Wo.)ES | Erstveröffentlichung: 4. Juni 2019 Verkäufe: + 90.000                                                                                       |                                                                                      |
| 2019 | Te soñé de nuevo Nibiru                                | — | — | — | — | — | Latin16 (7 Wo.)Latin | ES18 Platin · (16 Wo.)ES | Erstveröffentlichung: 6. Juni 2019 Verkäufe: + 100.000;                                                                                     |                                                                                      |
| 2019 | It’s Gonna Be a Lovely Day (Latin Mix) Pets 2 (O.S.T.) | — | — | — | — | — | — | — | Erstveröffentlichung: 21. Juni 2019 mit Lunchmoney Lewis                                                                                    |                                                                                      |
| 2019 | Cambio –                                               | — | — | — | — | — | Latin27 (10 Wo.)Latin | ES25 Gold · (7 Wo.)ES | Erstveröffentlichung: 25. Juni 2019 Verkäufe: + 30.000; mit Anuel AA                                                                        |                                                                                      |
| 2019 | Muito calor –                                          | — | — | CH80 (1 Wo.)CH | — | — | — | ES60 (7 Wo.)ES | Erstveröffentlichung: 11. Juli 2019 mit Anitta                                                                                              |                                                                                      |
| 2019 | Yo × ti, tú × mí –                                     | — | — | CH29 Platin · (10 Wo.)CH | — | US— PlatinUS | Latin12 (26 Wo.)Latin | ES1 ×5Fünffachplatin · (38 Wo.)ES | Erstveröffentlichung: 15. August 2019 Verkäufe: + 1.815.000; mit Rosalía                                                                    |                                                                                      |
| 2019 | Adicto –                                               | — | — | CH87 (2 Wo.)CH | — | US86 Platin · (2 Wo.)US | Latin5 (26 Wo.)Latin | ES3 ×4Vierfachplatin · (27 Wo.)ES | Erstveröffentlichung: 22. August 2019 Verkäufe: + 1.960.000; mit Tainy & Anuel AA                                                           |                                                                                      |
| 2019 | Nadie (Remix) –                                        | — | — | — | — | — | — | ES55 (5 Wo.)ES | Erstveröffentlichung: 10. Oktober 2019 mit Farruko & Lunay feat. Sech & Sharo Towers                                                        |                                                                                      |
| 2019 | Hasta que salga el sol Nibiru                          | — | — | — | — | — | — | ES20 Platin · (16 Wo.)ES | Erstveröffentlichung: 7. November 2019 Verkäufe: + 100.000                                                                                  |                                                                                      |
| 2019 | Fantasía Nibiru                                        | — | — | — | — | — | Latin14 (20 Wo.)Latin | ES13 Gold · (15 Wo.)ES | Erstveröffentlichung: 28. November 2019 Verkäufe: + 80.000                                                                                  |                                                                                      |
| 2020 | La preguntas –                                         | — | — | — | — | — | — | — | Erstveröffentlichung: 13. Februar 2020 |                                                                                      |
| 2020 | La cama (Remix) –                                      | — | — | — | — | — | — | ES16 Platin · (17 Wo.)ES | Erstveröffentlichung: 27. März 2020 Verkäufe: + 60.000 mit Rauw Alejandro, Chencho Corleone, Lunay & Myke Towers                            |                                                                                      |
| 2020 | Estamo en ley –                                        | — | — | — | — | — | — | — | Erstveröffentlichung: 3. April 2020 mit Myke Towers & Yampi                                                                                 |                                                                                      |
| 2020 | No consigo –                                           | — | — | — | — | — | — | — | Erstveröffentlichung: 8. Mai 2020 mit LeMagic                                                                                               |                                                                                      |
| 2020 | Caramelo Enoc                                          | — | — | CH42 (17 Wo.)CH | — | US76 (10 Wo.)US | Latin3 (31 Wo.)Latin | ES1 ×4Vierfachplatin · (40 Wo.)ES | Erstveröffentlichung: 11. Juni 2020 Verkäufe: + 1.060.000                                                                                   |                                                                                      |
| 2020 | Caramelo (Remix) –                                     | — | —[CH: ↑] | CH42 (17 Wo.)CH | —[US: ↑][Latin: ↑] | US76 (10 Wo.)US | Latin3 (31 Wo.)Latin | ES21 ×2Doppelplatin · (12 Wo.)ES | Neuauflage: 17. August 2020 Verkäufe: + 440.000; feat. Karol G & Myke Towers                                                                |                                                                                      |
| 2020 | Mi niña –                                              | — | — | — | — | — | — | ES86 Gold · (3 Wo.)ES | Erstveröffentlichung: 18. Juni 2020 Verkäufe: + 30.000                                                                                      |                                                                                      |
| 2020 | Gistro amarillo Enoc                                   | — | — | — | — | — | Latin20 (12 Wo.)Latin | — | Erstveröffentlichung: 23. Juli 2020 feat. Wisin                                                                                             |                                                                                      |
| 2020 | Drogba (Joanna) –                                      | — | — | — | — | — | — | — | Erstveröffentlichung: 24. Juli 2020 mit Afro B                                                                                              |                                                                                      |
| 2020 | Enemigos Ocultos Enoc                                  | — | — | — | — | — | Latin17 (3 Wo.)Latin | ES23 Gold · (4 Wo.)ES | Erstveröffentlichung: 1. September 2020 Verkäufe: + 30.000; feat. Arcángel, Cosculluela, Juanka el Problematik, Myke Towers & Wisin         |                                                                                      |
| 2020 | Despeinada Enoc                                        | — | — | — | — | — | Latin11 (26 Wo.)Latin | ES2 ×4Vierfachplatin · (39 Wo.)ES | Erstveröffentlichung: 3. September 2020 Verkäufe: + 600.000; feat. Camilo                                                                   |                                                                                      |
| 2020 | Del mar Enoc                                           | — | — | CH51 (3 Wo.)CH | — | — | Latin10 (14 Wo.)Latin | ES16 ×3Dreifachplatin · (39 Wo.)ES | Erstveröffentlichung: 2. Oktober 2020 Verkäufe: + 708.333; feat. Sia & Doja Cat                                                             |                                                                                      |
| 2020 | No Drama –                                             | — | — | CH88 (1 Wo.)CH | — | — | Latin23 (10 Wo.)Latin | ES48 (2 Wo.)ES | Erstveröffentlichung: 29. Oktober 2020 mit Becky G                                                                                          |                                                                                      |
| 2021 | Aquí –                                                 | — | — | — | — | — | — | — | Erstveröffentlichung: 15. Januar 2021 mit AriBeatz & Soolking                                                                               |                                                                                      |
| 2021 | Travesuras (Remix) –                                   | — | — | — | — | — | Latin— PlatinLatin | ES5 ×2Doppelplatin · (21 Wo.)ES | Erstveröffentlichung: 11. März 2021 Verkäufe: + 140.000 mit Nio García, Casper Mágico, Wisin & Yandel & Myke Towers                         |                                                                                      |
| 2021 | Envidioso –                                            | — | — | — | — | — | Latin37 (1 Wo.)Latin | — | Erstveröffentlichung: 1. April 2021 mit Ovi                                                                                                 |                                                                                      |
| 2021 | Tiempo –                                               | — | — | CH100 (1 Wo.)CH | — | — | Latin12 (14 Wo.)Latin | ES29 Gold · (9 Wo.)ES | Erstveröffentlichung: 6. Mai 2021 Verkäufe: + 20.000                                                                                        |                                                                                      |
| 2021 | Diablona –                                             | — | — | — | — | — | — | — | Erstveröffentlichung: 25. Mai 2021 feat. Onguito                                                                                            |                                                                                      |
| 2021 | Este Loko –                                            | — | — | — | — | — | Latin31 (10 Wo.)Latin | ES62 (5 Wo.)ES | Erstveröffentlichung: 25. Juni 2021 |                                                                                      |
| 2021 | Mayor que yo (New Generation) –                        | — | — | — | — | — | — | — | Erstveröffentlichung: 13. Juli 2021 mit Alexio, Arcángel & Farruko                                                                          |                                                                                      |
| 2021 | A la buena, el mejor –                                 | — | — | — | — | — | — | — | Erstveröffentlichung: 25. August 2021 |                                                                                      |
| 2021 | La Funka –                                             | — | — | — | — | — | Latin13 (11 Wo.)Latin | ES99 (1 Wo.)ES | Erstveröffentlichung: 12. September 2021 |                                                                                      |
| 2021 | SG –                                                   | DE— bDE | — | CH56 (2 Wo.)CH | — | — | Latin11 (10 Wo.)Latin | — | Erstveröffentlichung: 22. Oktober 2021 Verkäufe: + 140.000; mit DJ Snake, Lisa & Megan Thee Stallion                                        |                                                                                      |
| 2021 | Señor juez –                                           | — | — | — | — | — | Latin30 (11 Wo.)Latin | ES— GoldES | Erstveröffentlichung: 4. November 2021 Verkäufe: + 30.000; mit Anthony Santos                                                               |                                                                                      |
| 2021 | Another Day in America –                               | — | — | — | — | — | — | — | Erstveröffentlichung: 26. November 2021 mit Kali Uchis Original: Marilyn Cooper, Reri Grist & Chita Rivera – America                        |                                                                                      |
| 2022 | Deprimida –                                            | — | — | — | — | — | Latin34 (11 Wo.)Latin | ES81 (1 Wo.)ES | Erstveröffentlichung: 17. Februar 2022 |                                                                                      |
| 2022 | G Wagon –                                              | — | — | — | — | — | Latin36 (1 Wo.)Latin | ES96 (1 Wo.)ES | Erstveröffentlichung: 10. März 2022 |                                                                                      |
| 2022 | Apretaito –                                            | — | — | — | — | — | Latin45 (1 Wo.)Latin | ES83 (1 Wo.)ES | Erstveröffentlichung: 7. April 2022 mit Boza                                                                                                |                                                                                      |
| 2022 | Somos iguales OzuTochi                                 | — | — | — | — | — | Latin32 (4 Wo.)Latin | — | Erstveröffentlichung: 10. August 2022 mit Tokischa feat. Louchie Lou & Michie One                                                           |                                                                                      |
| 2022 | Arhbo FIFA World Cup Qatar 2022 Official Soundtrack    | — | — | — | — | — | — | — | Erstveröffentlichung: 26. August 2022 mit GIMS & RedOne                                                                                     |                                                                                      |
| 2022 | La copa OzuTochi                                       | — | — | — | — | — | — | ES— GoldES | Erstveröffentlichung: 14. September 2022 Verkäufe: + 30.000                                                                                 |                                                                                      |
| 2022 | Te pienso OzuTochi                                     | — | — | — | — | — | — | — | Erstveröffentlichung: 4. Oktober 2022 |                                                                                      |
| 2022 | Chao bebe –                                            | — | — | — | — | — | — | ES79 (2 Wo.)ES | Erstveröffentlichung: 29. Dezember 2022 mit Ovy on the Drums                                                                                |                                                                                      |
| 2023 | Quien va a frontiar –                                  | — | — | — | — | — | — | — | Erstveröffentlichung: 12. Januar 2023 mit Yovngchimi                                                                                        |                                                                                      |
| 2023 | La Single –                                            | — | — | — | — | — | — | — | Erstveröffentlichung: 28. März 2023 mit Brray & Juanka el Problematik                                                                       |                                                                                      |
| 2023 | Chill conmigo –                                        | — | — | — | — | — | — | — | Erstveröffentlichung: 14. April 2023 |                                                                                      |
| 2023 | Soso Afro                                              | — | — | — | — | — | — | — | Erstveröffentlichung: 18. Mai 2023 feat. Omah Lay                                                                                           |                                                                                      |
| 2023 | Tucu Afro                                              | — | — | — | — | — | — | — | Erstveröffentlichung: 25. Mai 2023 feat. Amarion                                                                                            |                                                                                      |
| 2023 | Te mentí –                                             | — | — | — | — | — | — | ES31 Gold · (4 Wo.)ES | Erstveröffentlichung: 14. September 2023 Verkäufe: + 30.000; mit Saiko & Ovy on the Drums                                                   |                                                                                      |
| 2023 | El plan Cosmo                                          | — | — | — | — | — | — | — | Erstveröffentlichung: 13. November 2023 feat. Chencho Corleone & Sky Rompiendo                                                              |                                                                                      |
| 2023 | Fenti Cosmo                                            | — | — | — | — | — | — | ES79 (1 Wo.)ES | Erstveröffentlichung: 16. November 2023 feat. Jhayco                                                                                        |                                                                                      |
| 2023 | Vocation Cosmo                                         | — | — | — | — | — | — | ES69 Gold · (1 Wo.)ES | Erstveröffentlichung: 16. November 2023 Verkäufe: + 30.000; feat. David Guetta                                                              |                                                                                      |
| 2024 | Bad Boy Los Marcianos Vol.1: Dei V Version             | — | — | — | — | — | Latin46 (1 Wo.)Latin | ES19 Platin · (7 Wo.)ES | Erstveröffentlichung: 7. Februar 2024 Verkäufe: + 60.000; mit Chris Jedi, Gaby Music, Dei V & Anuel AA                                      |                                                                                      |
| 2024 | Guay –                                                 | — | — | — | — | — | — | ES8 Platin · (17 Wo.)ES | Erstveröffentlichung: 18. April 2024 Verkäufe: + 60.000; mit Bad Gyal                                                                       |                                                                                      |
| 2024 | Razones –                                              | — | — | — | — | — | Latin20 (3 Wo.)Latin | ES21 (3 Wo.)ES | Erstveröffentlichung: 27. Juni 2024 mit Anuel AA, DJ Luian & Mambo Kingz                                                                    |                                                                                      |
| 2025 | Más que tú –                                           | — | — | — | — | — | Latin43 (6 Wo.)Latin | ES39 (5 Wo.)ES | Erstveröffentlichung: 12. Februar 2025 mit Kapo                                                                                             |                                                                                      |
| 2025 | Última noche –                                         | — | — | — | — | — | — | ES23 (… Wo.)ES | Erstveröffentlichung: 17. Juli 2025 mit Bad Gyal                                                                                            |                                                                                      |
| Folgende Lieder erschienen nicht als Single, wurden aber durch das Album zum Download und Streaming bereitgestellt und konnten somit eine Platzierung erlangen: |                                                        | | | | | | | | |                                                                                      |
| |                                                        | | | | | | | | |                                                                                      |
| 2017 | Síguelo bailando Odisea                                | — | — | — | — | — | Latin14 ×3Diamant + Dreifachplatin · (26 Wo.)Latin                                                                                       | ES8 ×4Vierfachplatin · (45 Wo.)ES | Charteinstieg: 26. November 2017 Verkäufe: + 1.070.000                                                                                      |                                                                                      |
| 2017 | Quiero repetir Odisea                                  | — | — | — | — | — | Latin28 (20 Wo.)Latin | ES33 Platin · (21 Wo.)ES | Charteinstieg: 9. Dezember 2017 Verkäufe: + 60.000; feat. J Balvin                                                                          |                                                                                      |
| 2017 | Una flor Odisea                                        | — | — | — | — | — | Latin47 ×4Vierfachplatin · (2 Wo.)Latin                                                                                                  | — | Charteinstieg: 9. Dezember 2017 Verkäufe: + 240.000                                                                                         |                                                                                      |
| 2018 | Ibiza Aura                                             | — | — | — | — | — | Latin13 (20 Wo.)Latin | ES7 ×3Dreifachplatin · (34 Wo.)ES | Charteinstieg: 2. September 2018 Verkäufe: + 205.000; feat. Romeo Santos                                                                    |                                                                                      |
| 2018 | Me dijeron Aura                                        | — | — | CH95 (1 Wo.)CH | — | — | Latin11 (11 Wo.)Latin | ES30 Gold · (15 Wo.)ES | Charteinstieg: 2. September 2018 Verkäufe: + 20.000                                                                                         |                                                                                      |
| 2018 | Aura                                                   | — | — | — | — | — | Latin14 (5 Wo.)Latin | ES63 (1 Wo.)ES | Charteinstieg: 2. September 2018 feat. Arthur Hanlon                                                                                        |                                                                                      |
| 2018 | Quiero más Aura                                        | — | — | — | — | — | Latin20 (3 Wo.)Latin | ES100 (1 Wo.)ES | Charteinstieg: 2. September 2018 feat. Wisin & Yandel                                                                                       |                                                                                      |
| 2018 | Devuélveme Aura                                        | — | — | — | — | — | Latin21 (10 Wo.)Latin | ES45 Platin · (28 Wo.)ES | Charteinstieg: 2. September 2018 Verkäufe: + 40.000                                                                                         |                                                                                      |
| 2018 | Pasado y presente Aura                                 | — | — | — | — | — | Latin28 (3 Wo.)Latin | ES92 (1 Wo.)ES | Charteinstieg: 2. September 2018 feat. Anuel AA                                                                                             |                                                                                      |
| 2018 | Supuestamente Aura                                     | — | — | — | — | — | Latin32 (4 Wo.)Latin | ES89 Gold · (1 Wo.)ES | Charteinstieg: 2. September 2018 Verkäufe: + 30.000; feat. Anuel AA                                                                         |                                                                                      |
| 2018 | Sígueme los pasos Aura                                 | — | — | — | — | — | Latin37 (1 Wo.)Latin | ES99 (1 Wo.)ES | Charteinstieg: 2. September 2018 feat. J Balvin & Natti Natasha                                                                             |                                                                                      |
| 2018 | Única (Remix) Aura                                     | — | — | — | — | — | — | ES57 (3 Wo.)ES | Charteinstieg: 2. September 2018 feat. Anuel AA & Wisin & Yandel                                                                            |                                                                                      |
| 2018 | Tu olor Aura                                           | — | — | — | — | — | Latin27 (1 Wo.)Latin | — | Charteinstieg: 8. September 2018 |                                                                                      |
| 2018 | Escape Aura                                            | — | — | — | — | — | Latin39 (1 Wo.)Latin | — | Charteinstieg: 8. September 2018 |                                                                                      |
| 2018 | Haciéndolo Aura                                        | — | — | — | — | — | Latin41 (1 Wo.)Latin | — | Charteinstieg: 8. September 2018 feat. Nicky Jam                                                                                            |                                                                                      |
| 2018 | Coméntale Aura                                         | — | — | — | — | — | Latin32 (6 Wo.)Latin | ES— GoldES | Charteinstieg: 8. September 2018 Verkäufe: + 30.000; feat. Akon                                                                             |                                                                                      |
| 2018 | Hola Aura                                              | — | — | — | — | — | Latin45 (1 Wo.)Latin | — | Charteinstieg: 8. September 2018 |                                                                                      |
| 2018 | Aunque me porté mal Aura                               | — | — | — | — | — | Latin47 (1 Wo.)Latin | — | Charteinstieg: 8. September 2018 |                                                                                      |
| 2019 | Patek Nibiru                                           | — | — | — | — | — | Latin49 (1 Wo.)Latin | — | Charteinstieg: 14. Dezember 2019 mit Anuel AA & Snoop Dogg                                                                                  |                                                                                      |
| 2020 | Una locura Enoc                                        | — | — | — | — | — | Latin29 (20 Wo.)Latin | ES3 ×3Dreifachplatin · (31 Wo.)ES | Charteinstieg: 13. September 2020 Verkäufe: + 880.000; feat. J Balvin & Chencho Corleone                                                    |                                                                                      |
| 2020 | No se da cuenta Enoc                                   | — | — | — | — | — | Latin35 (1 Wo.)Latin | ES69 Gold · (7 Wo.)ES | Charteinstieg: 13. September 2020 Verkäufe: + 60.000; feat. Daddy Yankee                                                                    |                                                                                      |
| 2021 | Antes Los dioses                                       | — | — | — | — | US100 (1 Wo.)US | Latin5 (13 Wo.)Latin | ES4 Platin · (18 Wo.)ES | Charteinstieg: 31. Januar 2021 Verkäufe: + 40.000; mit Anuel AA                                                                             |                                                                                      |
| 2021 | Los dioses                                             | — | — | — | — | — | Latin8 (5 Wo.)Latin | ES10 Gold · (5 Wo.)ES | Charteinstieg: 31. Januar 2021 mVerkäufe: + 30.000; mit Anuel AA                                                                            |                                                                                      |
| 2021 | 100 Los dioses                                         | — | — | — | — | — | Latin16 (4 Wo.)Latin | ES23 (4 Wo.)ES | Charteinstieg: 31. Januar 2021 mit Anuel AA                                                                                                 |                                                                                      |
| 2021 | RD Los dioses                                          | — | — | — | — | — | Latin17 (2 Wo.)Latin | ES31 (2 Wo.)ES | Charteinstieg: 31. Januar 2021 mit Anuel AA                                                                                                 |                                                                                      |
| 2021 | La Maria Los dioses                                    | — | — | — | — | — | Latin18 (2 Wo.)Latin | ES65 (1 Wo.)ES | Charteinstieg: 31. Januar 2021 mit Anuel AA                                                                                                 |                                                                                      |
| 2021 | Nena buena Los dioses                                  | — | — | — | — | — | Latin23 (1 Wo.)Latin | ES28 Gold · (13 Wo.)ES | Charteinstieg: 31. Januar 2021 Verkäufe: + 20.000; mit Anuel AA                                                                             |                                                                                      |
| 2021 | Nunca Los dioses                                       | — | — | — | — | — | Latin25 (1 Wo.)Latin | — | Charteinstieg: 31. Januar 2021 mit Anuel AA                                                                                                 |                                                                                      |
| 2021 | Dime tú Los dioses                                     | — | — | — | — | — | Latin27 (1 Wo.)Latin | — | Charteinstieg: 31. Januar 2021 mit Anuel AA                                                                                                 |                                                                                      |
| 2021 | Municiones Los dioses                                  | — | — | — | — | — | Latin30 (1 Wo.)Latin | ES40 (2 Wo.)ES | Charteinstieg: 31. Januar 2021 mit Anuel AA                                                                                                 |                                                                                      |
| 2021 | Perreo Los dioses                                      | — | — | — | — | — | Latin32 (1 Wo.)Latin | ES37 (1 Wo.)ES | Charteinstieg: 31. Januar 2021 mit Anuel AA                                                                                                 |                                                                                      |
| 2021 | Perfecto Los dioses                                    | — | — | — | — | — | Latin35 (1 Wo.)Latin | ES77 (1 Wo.)ES | Charteinstieg: 31. Januar 2021 mit Anuel AA                                                                                                 |                                                                                      |
| 2021 | Contra el mundo Los dioses                             | — | — | — | — | — | Latin42 (1 Wo.)Latin | ES76 (1 Wo.)ES | Charteinstieg: 31. Januar 2021 mit Anuel AA                                                                                                 |                                                                                      |
| 2021 | Ropa cara Los dioses                                   | — | — | — | — | — | Latin45 (1 Wo.)Latin | — | Charteinstieg: 6. Februar 2021 mit Anuel AA                                                                                                 |                                                                                      |
| 2023 | Eva Longoria Afro                                      | — | — | — | — | — | — | ES10 ×2Doppelplatin · (20 Wo.)ES | Charteinstieg: 4. August 2023 Verkäufe: + 120.000; feat. Davido                                                                             |                                                                                      |
| 2023 | Pa ti estoy Cosmo                                      | — | — | — | — | — | — | ES81 Platin · (1 Wo.)ES | Charteinstieg: 24. November 2023 Verkäufe: + 60.000; feat. Anuel AA & Chris Jedi                                                            |                                                                                      |

### Als Gastmusiker
| Jahr | Titel Album                                         | Höchstplatzierung, Gesamtwochen, AuszeichnungChartplatzierungen (Jahr, Titel, Album, Platzierungen, Wochen, Auszeichnungen, Anmerkungen) | Höchstplatzierung, Gesamtwochen, AuszeichnungChartplatzierungen (Jahr, Titel, Album, Platzierungen, Wochen, Auszeichnungen, Anmerkungen) | Höchstplatzierung, Gesamtwochen, AuszeichnungChartplatzierungen (Jahr, Titel, Album, Platzierungen, Wochen, Auszeichnungen, Anmerkungen) | Höchstplatzierung, Gesamtwochen, AuszeichnungChartplatzierungen (Jahr, Titel, Album, Platzierungen, Wochen, Auszeichnungen, Anmerkungen) | Höchstplatzierung, Gesamtwochen, AuszeichnungChartplatzierungen (Jahr, Titel, Album, Platzierungen, Wochen, Auszeichnungen, Anmerkungen) | Höchstplatzierung, Gesamtwochen, AuszeichnungChartplatzierungen (Jahr, Titel, Album, Platzierungen, Wochen, Auszeichnungen, Anmerkungen) | Höchstplatzierung, Gesamtwochen, AuszeichnungChartplatzierungen (Jahr, Titel, Album, Platzierungen, Wochen, Auszeichnungen, Anmerkungen) | Anmerkungen |
| Jahr | Titel Album                                         | DE | AT | CH | UK | US | Latin | ES | Anmerkungen |
| --- | --------------------------------------------------- | --- | --- | --- | --- | --- | --- | --- | --- |
| 2013 | Juegos de amor (Remix) –                            | — | — | — | — | — | — | — | Erstveröffentlichung: 16. März 2013 Galante el Emperador feat. Ozuna |
| 2015 | Enfermita –                                         | — | — | — | — | — | — | — | Erstveröffentlichung: 13. Februar 2015 Young Izak feat. Ozuna |
| 2015 | Soldado y profeta –                                 | — | — | — | — | — | — | ES— GoldES | Erstveröffentlichung: 15. Dezember 2015 Anuel AA feat. Ozuna, Almighty & Kendo |
| 2016 | Soldado y profeta (Remix) –                         | — | — | — | — | — | — | — | Erstveröffentlichung: 31. Januar 2016 Anuel AA feat. Ozuna, Almighty, Kendo & Ñengo Flow                                                                                            |
| 2016 | Burlate –                                           | — | — | — | — | — | — | — | Erstveröffentlichung: 4. Januar 2016 Tony Lenta feat. Ozuna |
| 2016 | La ocasión –                                        | — | — | — | — | — | Latin21 ×8Diamant + Achtfachplatin · (23 Wo.)Latin                                                                                       | ES— PlatinES | Erstveröffentlichung: 16. Februar 2016 Verkäufe: + 1.140.000 DJ Luian & Mambo Kingz feat. De La Ghetto, Ozuna, Arcángel & Anuel AA                                                  |
| 2016 | Quería revelarse The Latest Hits                    | — | — | — | — | — | — | — | Erstveröffentlichung: 15. April 2016 J Álvarez feat. Ozuna |
| 2016 | Ya me enteré –                                      | — | — | — | — | — | — | — | Erstveröffentlichung: 25. April 2016 Egwa feat. Ozuna |
| 2016 | Deja el abuso –                                     | — | — | — | — | — | — | — | Erstveröffentlichung: 7. Mai 2016 Elio Mafiaboy feat. Ozuna |
| 2016 | Ella y yo (Remix) –                                 | — | — | — | — | — | — | — | Erstveröffentlichung: 31. Juli 2016 Verkäufe: + 30.000; Pepe Quintana feat. Various Artists                                                                                         |
| 2016 | Tal vez –                                           | — | — | — | — | — | — | — | Erstveröffentlichung: 12. August 2016 Dynel feat. Ozuna |
| 2016 | Me quieren matar –                                  | — | — | — | — | — | — | — | Erstveröffentlichung: 30. September 2016 Super Yei feat. Various Artists |
| 2016 | Playa y arena (Remix) –                             | — | — | — | — | — | — | — | Erstveröffentlichung: 26. Oktober 2016 Mark B feat. Gabriel & Ozuna |
| 2016 | Yo soy yo Calle Linda 2                             | — | — | — | — | — | — | — | Erstveröffentlichung: 9. Dezember 2016 Pirulo feat. Ozuna |
| 2017 | La rompe corazones Con calma & mis grandes èxitos   | — | — | — | — | — | Latin12 (26 Wo.)Latin | ES8 ×3Dreifachplatin · (41 Wo.)ES | Erstveröffentlichung: 13. Januar 2017 Verkäufe: + 155.000; Daddy Yankee feat. Ozuna                                                                                                 |
| 2017 | Tan Linda –                                         | — | — | — | — | — | — | — | Erstveröffentlichung: 29. Januar 2017 Aramis feat. Ozuna |
| 2017 | La ocasión (Remix) –                                | — | — | — | — | — | Latin— ×4VierfachplatinLatin | — | Erstveröffentlichung: 8. Februar 2017 Verkäufe: + 1.140.000 DJ Luian & Mambo Kingz feat. De La Ghetto, Ozuna, Arcángel, Anuel AA, Daddy Yankee, Nicky Jam, Farruko, J Balvin & Zion |
| 2017 | Ahora dice –                                        | — | — | — | — | — | Latin7* (27 Wo.)Latin | ES7 ×4Vierfachplatin · (53 Wo.)ES | Erstveröffentlichung: 17. März 2017 Verkäufe: + 285.000 Chris Jeday feat. J Balvin, Ozuna & Arcángel *Remix feat. Cardi B, Offset & Anuel AA                                        |
| 2017 | Escápate conmigo Victory                            | — | — | — | — | US63 (20 Wo.)US | Latin3 (43 Wo.)Latin | ES8 ×4Vierfachplatin · (52 Wo.)ES | Erstveröffentlichung: 31. März 2017 Verkäufe: + 990.000; Wisin feat. Ozuna |
| 2017 | Soy peor (Remix) –                                  | — | — | — | — | — | — | — | Erstveröffentlichung: 22. Juni 2017 Verkäufe: + 60.000; Bad Bunny feat. Arcángel, J Balvin & Ozuna                                                                                  |
| 2017 | El amante (Remix) –                                 | — | — | — | — | — | — | — | Erstveröffentlichung: 26. Juni 2017 Nicky Jam feat. Bad Bunny & Ozuna |
| 2017 | Choka Choka –                                       | — | — | — | — | — | Latin41 Gold · (7 Wo.)Latin | — | Erstveröffentlichung: 10. November 2017 Verkäufe: + 30.000; Chayanne feat. Ozuna |
| 2017 | Rockstar (Remix) –                                  | DE— cDE | AT— cAT | CH— cCH | UK— cUK | US— cUS | Latin— cLatin | ES— cES | Erstveröffentlichung: 8. Dezember 2017 Post Malone feat. Ozuna & Nicky Jam |
| 2017 | Bonita (Remix) –                                    | — | — | — | — | — | Latin8 (26 Wo.)Latin | ES8 ×3Dreifachplatin · (44 Wo.)ES | Erstveröffentlichung: 22. Dezember 2017 Verkäufe: + 120.000 J Balvin & Jowell y Randy feat. Yandel, Ozuna & Nicky Jam                                                               |
| 2018 | Me niego Ahora                                      | — | — | CH63 (15 Wo.)CH | — | US77 (3 Wo.)US | Latin6 ×2Doppeldiamant + Platin · (28 Wo.)Latin                                                                                          | ES2 ×5Fünffachplatin · (48 Wo.)ES | Erstveröffentlichung: 16. Februar 2018 Verkäufe: + 2.375.000; Reik feat. Ozuna & Wisin                                                                                              |
| 2018 | Gucci Gang (Spanish Remix) –                        | — | — | — | — | — | — | — | Erstveröffentlichung: 19. März 2018 Bad Bunny, Gucci Mane & Lil Pump feat. 21 Savage, J Balvin, French Montana & Ozuna                                                              |
| 2018 | Te boté (Remix) Now or Never                        | — | — | CH38 (26 Wo.)CH | — | US36 (21 Wo.)US | Latin1 ×10×6Zehnfachdiamant + Sechsfachplatin · (52 Wo.)Latin                                                                            | ES— ×2DoppelplatinES | Erstveröffentlichung: 11. April 2018 Verkäufe: + 6.480.000 Nio García & Casper Mágico feat. Bad Bunny, Darell, Nicky Jam & Ozuna                                                    |
| 2018 | Casualidad Uno                                      | — | — | — | — | — | — | ES67 (9 Wo.)ES | Erstveröffentlichung: 22. Juni 2018 Nacho feat. Ozuna |
| 2018 | X (Remix) –                                         | — | — | — | — | — | — | ES15 ×2Doppelplatin · (22 Wo.)ES | Erstveröffentlichung: 28. Juni 2018 Verkäufe: + 120.000 Nicky Jam & J Balvin feat. Maluma & Ozuna                                                                                   |
| 2018 | Quisiera alejarme Victory                           | — | — | — | — | — | Latin13 (17 Wo.)Latin | — | Erstveröffentlichung: 13. Juli 2018 Verkäufe: + 60.000; Wisin feat. Ozuna |
| 2018 | Confia (Remix) –                                    | — | — | — | — | — | Latin44 Gold · (1 Wo.)Latin | — | Erstveröffentlichung: 3. August 2018 Verkäufe: + 30.000; Juhn feat. Ozuna |
| 2018 | Taki Taki Carte Blanche                             | DE8 Platin · (30 Wo.)DE | AT13 Platin · (22 Wo.)AT | CH3 (34 Wo.)CH | UK15 Platin · (15 Wo.)UK | US11 ×4Vierfachplatin · (26 Wo.)US | Latin1 (41 Wo.)Latin | ES1 ×3Dreifachplatin · (34 Wo.)ES | Erstveröffentlichung: 28. September 2018 Verkäufe: + 9.223.333 DJ Snake feat. Selena Gomez, Ozuna & Cardi B                                                                         |
| 2018 | Imposible Vida                                      | — | — | CH17 (2 Wo.)CH | — | — | Latin9 (24 Wo.)Latin | ES4 ×3Dreifachplatin · (34 Wo.)ES | Erstveröffentlichung: 19. Oktober 2018 Verkäufe: + 255.000; Luis Fonsi feat. Ozuna                                                                                                  |
| 2018 | Asesina (Remix) –                                   | — | — | — | — | — | Latin7 ×4Vierfachplatin · (29 Wo.)Latin                                                                                                  | — | Erstveröffentlichung: 31. Oktober 2018 Verkäufe: + 240.000 Brytiago & Darell feat. Daddy Yankee, Ozuna & Anuel AA                                                                   |
| 2018 | Callao Los Campeones del Pueblo: The Big Leagues    | — | — | — | — | — | Latin44 ×3Dreifachplatin · (2 Wo.)Latin                                                                                                  | ES93 (1 Wo.)ES | Erstveröffentlichung: 7. Dezember 2018 Verkäufe: + 210.000; Wisin & Yandel feat. Ozuna                                                                                              |
| 2019 | Esclavo de tus besos ADN                            | — | — | — | — | — | Latin32 Platin · (20 Wo.)Latin | ES14 Platin · (20 Wo.)ES | Erstveröffentlichung: 15. Februar 2019 Verkäufe: + 340.000; Manuel Turizo feat. Ozuna                                                                                               |
| 2019 | Te robaré Íntimo                                    | — | — | CH28 Gold · (20 Wo.)CH | — | US91 (6 Wo.)US | Latin6 (26 Wo.)Latin | ES7 ×3Dreifachplatin · (32 Wo.)ES | Erstveröffentlichung: 22. März 2019 Verkäufe: + 775.000; Nicky Jam feat. Ozuna |
| 2019 | China Emmanuel                                      | DE50 (9 Wo.)DE | AT67 (1 Wo.)AT | CH10 (23 Wo.)CH | — | US43 (18 Wo.)US | Latin1 Gold · (30 Wo.)Latin | ES1 ×8Achtfachplatin · (60 Wo.)ES | Erstveröffentlichung: 19. Juli 2019 Verkäufe: + 1.210.000 Anuel AA, Daddy Yankee & Karol G feat. J Balvin & Ozuna                                                                   |
| 2019 | Otro trago (Remix) –                                | — | — | — | — | US34 (20 Wo.)US | Latin1 (40 Wo.)Latin | ES2 ×3Dreifachplatin · (29 Wo.)ES | Erstveröffentlichung: 26. Juli 2019 Verkäufe: + 180.000 Sech feat. Darell, Nicky Jam, Ozuna & Anuel AA                                                                              |
| 2019 | Do It When I’m in It I Wanna Thank Me               | — | — | — | — | — | — | — | Erstveröffentlichung: 14. August 2019 Snoop Dogg feat. Jermaine Dupri, Ozuna & Slim Jymmi                                                                                           |
| 2019 | Si te vas 1 of 1                                    | — | — | — | — | — | Latin19 Diamant + Platin · (20 Wo.)Latin                                                                                                 | ES8 Platin · (21 Wo.)ES | Erstveröffentlichung: 26. September 2019 Verkäufe: + 700.000; Sech feat. Ozuna |
| 2019 | Easy (Remix) Famouz Reloaded                        | — | — | — | — | — | Latin33 (5 Wo.)Latin | ES5 (… Wo.)ES | Erstveröffentlichung: 19. November 2019 Jhay Cortez feat. Ozuna |
| 2019 | Loco contigo (Remix) Carte blanche (Deluxe-Edition) | DE— dDE | AT— dAT | CH— dCH | UK— dUK | US— dUS | Latin— dLatin | ES— dES | Erstveröffentlichung: 27. Dezember 2019 DJ Snake feat. J Balvin, Darell, Natti Natasha, Nicky Jam, Ozuna & Sech                                                                     |
| 2020 | Ayy Macarena (Remix) –                              | DE— eDE | AT— eAT | CH— eCH | — | — | — | — | Erstveröffentlichung: 21. Februar 2020 Tyga feat. Ozuna |
| 2020 | Mamacita Translation                                | DE31 Gold · (19 Wo.)DE | AT44 Gold · (13 Wo.)AT | CH7 Platin · (28 Wo.)CH | — | US62 Platin · (11 Wo.)US | Latin1 (26 Wo.)Latin | ES29 Platin · (26 Wo.)ES | Erstveröffentlichung: 10. April 2020 Verkäufe: + 2.253.333 The Black Eyed Peas feat. Ozuna & J. Rey Soul                                                                            |
| 2020 | Fuego del calor –                                   | DE— fDE | — | — | — | — | — | — | Erstveröffentlichung: 28. Mai 2020 Scott Storch feat. Ozuna & Tyga |
| 2020 | A correr los lakers (Remix) –                       | — | — | — | — | — | — | ES— GoldES | Erstveröffentlichung: 3. Juli 2020 Verkäufe: + 30.000 El Alfa feat. Arcángel, Nicky Jam, Ozuna & Secreto el Famoso Biberon                                                          |
| 2020 | Más de ti C.A.N.T.                                  | — | — | — | — | — | — | — | Erstveröffentlichung: 17. Juli 2020 Gotay el Autentiko feat. Ozuna & Wisin |
| 2020 | Hey Shorty (Remix) Los legendarios 0001             | — | — | — | — | — | Latin— GoldLatin | — | Erstveröffentlichung: 18. September 2020 Verkäufe: + 30.000 Los Legendarios feat. Chris Andrew & Ozuna                                                                              |
| 2020 | Illuminati (Remix) –                                | — | — | — | — | — | — | — | Erstveröffentlichung: 5. November 2020 Verkäufe: + 90.000 Kiddtetoon feat. Ozuna & Diego Smith                                                                                      |
| 2020 | No me acostumbro Los legendarios 0001               | — | — | — | — | — | Latin— PlatinLatin | — | Erstveröffentlichung: 3. Dezember 2020 Verkäufe: + 60.000; Los Legendarios feat. Ozuna, Reik, Wisin & Miky Woodz                                                                    |
| 2021 | Odisea KG0516                                       | — | — | — | — | — | Latin— GoldLatin | — | Erstveröffentlichung: 25. März 2021 Verkäufe: + 30.000; Karol G feat. Ozuna |
| 2021 | Whoopty (Latin Mix) Loyalty Over Royalty            | DE— gDE | AT— gAT | CH— gCH | UK— gUK | US— gUS | Latin— gLatin | ES— gES | Erstveröffentlichung: 26. März 2021 CJ feat. Anuel AA & Ozuna |
| 2021 | A mi manera (Remix) –                               | — | — | — | — | — | Latin— PlatinLatin | — | Erstveröffentlichung: 6. August 2021 Verkäufe: + 60.000; Omy de Oro feat. Ozuna |
| 2021 | Alta gama (Remix) –                                 | — | — | — | — | — | — | — | Erstveröffentlichung: 21. September 2021 Rochy RD feat. Ozuna |
| 2021 | Emojis de corazones Multimillo, Vol. 1              | — | — | — | — | — | Latin22 Platin · (7 Wo.)Latin | ES68 Gold · (8 Wo.)ES | Erstveröffentlichung: 24. September 2021 Verkäufe: + 90.000 Wisin & Los Legendarios feat. Jhay Cortez & Ozuna                                                                       |
| 2021 | Llego el real (Remix) –                             | — | — | — | — | — | — | — | Erstveröffentlichung: 22. Oktober 2021 Omega feat. Ozuna |
| 2022 | Santo La fuerza                                     | — | — | — | — | — | Latin24 Platin · (8 Wo.)Latin | ES72 (1 Wo.)ES | Erstveröffentlichung: 20. Januar 2022 Verkäufe: + 60.000 Christina Aguilera feat. Ozuna                                                                                             |
| 2022 | Crazy Always Dream                                  | — | — | — | — | — | — | — | Erstveröffentlichung: 20. Mai 2022 Dímelo Flow feat. Arcangel, Ozuna, Lenny Tavárez, Jay Wheeler & Wisin                                                                            |
| 2022 | Nos comemos –                                       | — | — | — | — | — | Latin— GoldLatin | ES22 ×2Doppelplatin · (22 Wo.)ES | Erstveröffentlichung: 2. Juni 2022 Verkäufe: + 150.000; Tiago PZK feat. Ozuna |
| 2022 | Creo (Remix) –                                      | — | — | — | — | — | — | — | Erstveröffentlichung: 9. Juni 2022 Amarion feat. Ozuna |
| 2022 | Monotonía Las mujeres ya no lloran                  | — | — | CH17 (10 Wo.)CH | — | US65 (3 Wo.)US | Latin3 ×6Diamant + Sechsfachplatin · (20 Wo.)Latin                                                                                       | ES3 ×4Vierfachplatin · (42 Wo.)ES | Erstveröffentlichung: 19. Oktober 2022 Verkäufe: + 2.030.000; Shakira feat. Ozuna                                                                                                   |
| 2023 | Mirage –                                            | — | — | CH36 (14 Wo.)CH | — | — | — | — | Erstveröffentlichung: 14. April 2023 Verkäufe: + 300.000; Aribeatz feat. Ozuna, Gims & Sfera Ebbasta                                                                                |
| 2023 | Whiskey y Coco (Remix) –                            | — | — | — | — | — | — | — | Erstveröffentlichung: 20. April 2023 Justin Quiles feat. Ozuna & Myke Towers |
| 2023 | Stars –                                             | — | — | — | — | — | — | — | Erstveröffentlichung: 19. Mai 2023 Pnau feat. Ozuna & Bebe Rexha |
| 2023 | Mercho (Remix) –                                    | — | — | — | — | — | — | — | Erstveröffentlichung: 29. Juni 2023 Lil CaKe & Migrantes feat. Ryan Castro & Ozuna                                                                                                  |
| 2023 | Otra vibra –                                        | — | — | — | — | — | — | — | Erstveröffentlichung: 3. August 2023 Luar La L feat. Ozuna |
| 2024 | Lollipop (Remix) Darell 2024                        | — | — | — | — | — | Latin29 Gold · (5 Wo.)Latin | ES39 Gold · (8 Wo.)ES | Erstveröffentlichung: 15. Februar 2024 Verkäufe: + 60.000; Darell feat. Ozuna & Maluma                                                                                              |
| 2024 | Gata Only (Remix) –                                 | — | AT51 (14 Wo.)AT | — | — | — | — | ES64 (1 Wo.)ES | Erstveröffentlichung: 7. Juni 2024 FloyyMenor feat. Anitta & Ozuna |
| 2024 | Tengo un plan –                                     | — | — | — | — | — | Latin30 (16 Wo.)Latin | ES78 Gold · (4 Wo.)ES | Erstveröffentlichung: 13. Juni 2024 Verkäufe: + 30.000; Key-Key feat. Ozuna |
| 2024 | Frente al mar (Remix) –                             | — | — | — | — | — | Latin42 (2 Wo.)Latin | — | Erstveröffentlichung: 12. Dezember 2024 Beéle feat. Ozuna |
| 2024 | Llame pa verte (Remix) –                            | — | — | — | — | — | — | ES98 (1 Wo.)ES | Erstveröffentlichung: 18. Dezember 2024 Yaisel LM feat. Ozuna & JC Reyes |
| Folgende Lieder erschienen nicht als Single, wurden aber durch das Album zum Download und Streaming bereitgestellt und konnten somit eine Platzierung erlangen: |                                                     | | | | | | | | |
| |                                                     | | | | | | | | |
| 2017 | Sobredosis Golden                                   | — | — | — | — | — | Latin13 (26 Wo.)Latin | ES— ×2DoppelplatinES | Charteinstieg: 12. August 2017 Verkäufe: + 545.000; Romeo Santos feat. Ozuna |
| 2017 | Corazón de seda Los que gustan                      | — | — | — | — | — | Latin42 (2 Wo.)Latin | — | Charteinstieg: 6. Oktober 2017 Klasico feat. Ozuna |
| 2018 | Brindemos Real hasta la muerte                      | — | — | — | — | — | Latin16 ×7Siebenfachplatin · (20 Wo.)Latin                                                                                               | ES67 Platin · (12 Wo.)ES | Charteinstieg: 28. Juli 2018 Verkäufe: + 480.000; Anuel AA feat. Ozuna |
| 2019 | Dispuesto 11:11                                     | — | — | — | — | — | — | ES92 (1 Wo.)ES | Charteinstieg: 26. Mai 2019 Maluma feat. Ozuna |
| 2019 | Aventura Épico                                      | — | — | — | — | — | Latin11 (20 Wo.)Latin | ES5 ×2Doppelplatin · (22 Wo.)ES | Charteinstieg: 3. November 2019 Verkäufe: + 80.000; Lunay feat. Anuel AA & Ozuna |
| 2025 | Contar Nacer de nuevo                               | — | — | — | — | — | — | ES47 (… Wo.)ES | JC Reyes feat. Ozuna |

## Musikvideos
| Jahr | Titel                       | Regie                                 |
| ---- | --------------------------- | ------------------------------------- |
| 2017 | Ahora dice                  | Daniel Duran                          |
| 2017 | Escápate conmigo            | Jessy Terrero                         |
| 2017 | La rompe corazones          | Nuno Gomes                            |
| 2017 | Se preparó                  | Nuno Gomes                            |
| 2017 | Criminal                    | Nuno Gomes                            |
| 2017 | La fórmula                  | Daniel Duran                          |
| 2017 | Síguelo bailando            | Nuno Gomes                            |
| 2017 | La modelo                   | Nuno Gomes                            |
| 2018 | El farsante (Remix)         | Nuno Gomes                            |
| 2018 | Me niego                    | Nuno Gomes                            |
| 2018 | Quisiera alejarme           | Mike Ho                               |
| 2018 | Te boté (Remix)             | Fernando Lugo                         |
| 2018 | Karma                       | Nuno Gomes                            |
| 2018 | Vaina loca                  | Nuno Gomes                            |
| 2018 | Pa mi                       | Mid Jordan, Tory Lanez, Fernando Lugo |
| 2018 | Me dijeron                  | Nuno Gomes                            |
| 2018 | Coméntale                   | Nuno Gomes                            |
| 2018 | Imposible                   | Carlos Perez                          |
| 2018 | Taki Taki                   | Colin Tilley                          |
| 2018 | Asesina (Remix)             | Marlon P.                             |
| 2018 | Devuélveme                  | Nuno Gomes                            |
| 2018 | Luz apagá                   | Nuno Gomes                            |
| 2018 | Callao                      | Nuno Gomes                            |
| 2018 | Quiero mas                  | Nuno Gomes                            |
| 2018 | Sobredosis                  |                                       |
| 2019 | Baila, Baila, Baila         | Nuno Gomes                            |
| 2019 | Cama vacía                  | Nuno Gomes                            |
| 2019 | Esclavo de tus besos        | Nuno Gomes                            |
| 2019 | Vacía sin mí                | Nuno Gomes                            |
| 2019 | Te robaré                   | Jessy Terrero                         |
| 2019 | Te soñé de nuevo            | Albizu Albikon                        |
| 2019 | Cambio                      | Albizu Albikon                        |
| 2019 | Muito calor                 | Nuno Gomes                            |
| 2019 | China                       | Marlon P.                             |
| 2019 | Yo × ti, tú × mí            | Pasqual Gutierrez, R.J. Sanchez       |
| 2019 | Adicto                      | Zac Facts                             |
| 2019 | Si te vas                   | Squid                                 |
| 2019 | Hasta que salga el sol      | Colin Tilley                          |
| 2019 | Easy (Remix)                | Fernando Lugo                         |
| 2019 | Fantasía                    | Colin Tilley                          |
| 2019 | Baje con trenza (Remix)     | Wayne Liriano                         |
| 2019 | Eres top                    | Colin Tilley                          |
| 2019 | Danzau                      | Colin Tilley                          |
| 2019 | Nibiru                      | Colin Tilley                          |
| 2020 | Aventura                    | Fernando Lugo                         |
| 2020 | 100 preguntas               | Nuno Gomes                            |
| 2020 | Temporal                    | Colin Tilley                          |
| 2020 | Mamacita                    | Director X.                           |
| 2020 | Caramelo                    | Nuno Gomes                            |
| 2020 | Fuego del calor             |                                       |
| 2020 | Mi niña                     | Nuno Gomes                            |
| 2020 | A correr los lakers (Remix) | Rodrigo Rodríguez                     |
| 2020 | Gistro Amarillo             | Nuno Gomes                            |
| 2020 | Drogba (Joanna)             | Ulysses Terrero                       |
| 2020 | Caramelo (Remix)            | Nuno Gomes                            |
| 2020 | Enemigos ocultos            | Nuno Gomes                            |
| 2020 | Despeinada                  | Nuno Gomes                            |
| 2020 | Un Get                      | Nuno Gomes                            |
| 2020 | No se da cuenta             | Marlon P.                             |
| 2020 | Del mar                     | Nuno Gomes                            |
| 2020 | No Drama                    | Mike Ho                               |
| 2020 | Illuminati (Remix)          | Bastian Correa                        |
| 2020 | No me acostumbro            | Carlos Perez                          |
| 2020 | Una locura                  | Daniel Duran, Katherine Díaz González |
| 2020 | Mala                        | Nuno Gomes                            |
| 2021 | Aquí                        | Charlie Nelson Moreno                 |
| 2021 | Antes                       | Fernando Lugo                         |
| 2021 | Dime tú                     | Fernando Lugo                         |
| 2021 | Travesuras (Remix)          |                                       |
| 2021 | Whoopty (Latin Mix)         | Edgar Esteves                         |
| 2021 | Envidioso                   | Fernando Lugo                         |
| 2021 | Tiempo                      | Fernando Lugo                         |
| 2021 | Millonario (Remix)          | Fernando Lugo                         |
| 2021 | Diablona                    | Wayne Liriano                         |
| 2021 | Aquí (Remix)                |                                       |
| 2021 | Este loko                   | Fernando Lugo                         |
| 2021 | A mi manera (Remix)         | Cristian Aguilar J., Fernando Lugo    |
| 2021 | La funka                    | Nuno Gomes                            |
| 2021 | Emojis de corazones         | Nuno Gomes, Charlie Nelson Moreno     |
| 2021 | SG                          | Colin Tilley                          |
| 2021 | Señor Juez                  | Fernando Lugo                         |
| 2022 | Santo                       | Nuno Gomes                            |
| 2022 | Deprimida                   | Nuno Gomes, Charlie Nelson Moreno     |
| 2022 | G Wagon                     | Fernando Lugo                         |
| 2022 | Apretaito                   | Nuno Gomes                            |
| 2022 | Nos comemos                 | Martin Seipel                         |
| 2022 | Creo (Remix)                | Cristian Aguilar J.                   |
| 2022 | Somos iguales               | Nuno Gomes                            |
| 2022 | La copa                     | Nuno Gomes                            |
| 2022 | Te pienso                   | Fernando Lugo                         |
| 2022 | Mañana                      | Fernando Lugo                         |
| 2022 | Hey mor                     | Nuno Gomes                            |
| 2022 | Monotonía                   | Jaume de Laiguana, Shakira            |
| 2022 | Chao Bebe                   |                                       |
| 2023 | Quien va a frontiar         | Fernando Lugo                         |
| 2023 | De revista (Remix)          | Truviews                              |
| 2023 | La Single                   | Nuno Gomes                            |
| 2023 | Chill conmigo               |                                       |
| 2023 | Curarme el alma             | Fernando Lugo                         |
| 2023 | Stars                       | Kuba Matyka, Kamila Staszczyszyn      |
| 2023 | Mercho (Remix)              | Martin Seipel                         |
| 2023 | Soso (Remix)                | Monde                                 |
| 2023 | Otra vibra                  | Truviews                              |
| 2023 | Te mentí                    | Fernando Lugo                         |
| 2023 | El Plan                     | Fernando Lugo                         |
| 2023 | Fenti                       | Fernando Lugo                         |
| 2023 | Made in Qatar               | Fernando Lugo                         |

## Promoveröffentlichungen
Promo-Singles

| Jahr | Titel Album                        | Höchstplatzierung, Gesamtwochen, AuszeichnungChartplatzierungen (Jahr, Titel, Album, Platzierungen, Wochen, Auszeichnungen, Anmerkungen) | Höchstplatzierung, Gesamtwochen, AuszeichnungChartplatzierungen (Jahr, Titel, Album, Platzierungen, Wochen, Auszeichnungen, Anmerkungen) | Höchstplatzierung, Gesamtwochen, AuszeichnungChartplatzierungen (Jahr, Titel, Album, Platzierungen, Wochen, Auszeichnungen, Anmerkungen) | Höchstplatzierung, Gesamtwochen, AuszeichnungChartplatzierungen (Jahr, Titel, Album, Platzierungen, Wochen, Auszeichnungen, Anmerkungen) | Höchstplatzierung, Gesamtwochen, AuszeichnungChartplatzierungen (Jahr, Titel, Album, Platzierungen, Wochen, Auszeichnungen, Anmerkungen) | Höchstplatzierung, Gesamtwochen, AuszeichnungChartplatzierungen (Jahr, Titel, Album, Platzierungen, Wochen, Auszeichnungen, Anmerkungen) | Höchstplatzierung, Gesamtwochen, AuszeichnungChartplatzierungen (Jahr, Titel, Album, Platzierungen, Wochen, Auszeichnungen, Anmerkungen) | Anmerkungen                                                           |
| Jahr | Titel Album                        | DE | AT | CH | UK | US | Latin | ES | Anmerkungen                                                           |
| ---- | ---------------------------------- | --- | --- | --- | --- | --- | --- | --- | --------------------------------------------------------------------- |
| 2022 | Culpables los dos La última misión | — | — | — | — | — | — | — | Erstveröffentlichung: 29. September 2022 Wisin & Yandel feat. Ozuna   |
| 2022 | 4:22 OzuTochi                      | — | — | — | — | — | — | — | Erstveröffentlichung: 6. Oktober 2022 feat. Danny Ocean               |
| 2022 | Hey mor OzuTochi                   | — | — | — | — | US85 (4 Wo.)US | Latin10 (26 Wo.)Latin | ES3 ×7Siebenfachplatin · (63 Wo.)ES | Erstveröffentlichung: 6. Oktober 2022 Verkäufe: + 540.000; feat. Feid |
| 2022 | Mañana OzuTochi                    | — | — | — | — | — | Latin40 (1 Wo.)Latin | ES86 (1 Wo.)ES | Erstveröffentlichung: 6. Oktober 2022                                 |
| 2022 | Un reel OzuTochi                   | — | — | — | — | — | — | — | Erstveröffentlichung: 6. Oktober 2022 feat. Tini                      |

## Sonderveröffentlichungen
| Jahr | Titel Album                                              | Anmerkungen                                                                                               |
| ---- | -------------------------------------------------------- | --- |
| 2013 | Diferentes Poses Yums The Mixtape, Part 2                | Erstveröffentlichung: 13. September 2013 Guelo Star feat. Ozuna                                           |
| 2013 | Un nuevo amor Yums The Mixtape, Part 2                   | Erstveröffentlichung: 13. September 2013 Guelo Star feat. Newtone & Ozuna                                 |
| 2013 | El desquite L.M.T (Latin Musik Trafficantz)              | Erstveröffentlichung: 25. Oktober 2013 Kastrofobia feat. Ozuna                                            |
| 2014 | Dime bebe Imperio nazza Top Secret                       | Erstveröffentlichung: 3. März 2014 Musicologo & Menes feat. Gotay el auténtiko & Ozuna                    |
| 2015 | Beyaqueo Pide The Movie Under                            | Erstveröffentlichung: 11. April 2015 Guelo Star feat. Hommy, Kalku & Ozuna                                |
| 2015 | Espejo Orion                                             | Erstveröffentlichung: 28. August 2015 Los de la Nazza feat. De La Ghetto & Ozuna                          |
| 2015 | Falsas mentiras Orion                                    | Erstveröffentlichung: 28. August 2015 Los de la Nazza feat. Ozuna                                         |
| 2015 | Sexo X Money 8 Semanas                                   | Erstveröffentlichung: 1. Oktober 2015 Benny Benni feat. Ozuna                                             |
| 2015 | Donde estan (Remix) El palabreal                         | Erstveröffentlichung: 9. Oktober 2015 Lyan feat. Elio, J King, Juanka el Problematik, Chyno Nyno & Ozuna  |
| 2016 | Corazón de seda Los que gustan                           | Erstveröffentlichung: 12. Februar 2016 Klasico feat. Ozuna                                                |
| 2016 | Se porta mal Back to Basics                              | Erstveröffentlichung: 5. August 2016 Luigi 21Plus feat. Ozuna & Yomo                                      |
| 2016 | Detras de ti (Remix) Otra liga                           | Erstveröffentlichung: 2. Dezember 2016 Jory Boy feat. Ozuna                                               |
| 2017 | El dinero no lo es todo Kendo Edition • Todos los exitos | Erstveröffentlichung: 12. Januar 2017 Kendo Kaponi & Ozuna                                                |
| 2017 | Mamasita mala Real G4 Life, Vol. 3                       | Erstveröffentlichung: 10. Februar 2017 Ñengo Flow feat. Ozuna                                             |
| 2017 | Quería revelarse The Latest Hits                         | Erstveröffentlichung: 24. Februar 2017 J Álvarez feat. Ozuna                                              |
| 2017 | Yo soy yo Calle Linda 2                                  | Erstveröffentlichung: 2. Juni 2017 Pirulo feat. Ozuna                                                     |
| 2017 | Sobredosis Golden                                        | Erstveröffentlichung: 21. Juli 2017 Romeo Santos feat. Ozuna                                              |
| 2017 | No quiero amores #Update                                 | Erstveröffentlichung: 8. September 2017 Yandel feat. Ozuna                                                |
| 2017 | Hello Unstoppable                                        | Erstveröffentlichung: 27. Oktober 2017 Karol G & Ozuna                                                    |
| 2017 | Escápate conmigo Victory                                 | Erstveröffentlichung: 1. Dezember 2017 Wisin feat. Ozuna                                                  |
| 2017 | Quisiera alejarme Victory                                | Erstveröffentlichung: 1. Dezember 2017 Wisin feat. Ozuna                                                  |
| 2018 | Paso El alfa y el omega                                  | Erstveröffentlichung: 27. April 2018 Kendo Kaponi feat. Ozuna                                             |
| 2018 | Brindemos Real hasta la muerte                           | Erstveröffentlichung: 17. Juli 2018 Anuel AA feat. Ozuna                                                  |
| 2018 | La fórmula Mi movimiento                                 | Erstveröffentlichung: 28. September 2018 De La Ghetto feat. Chris Jeday, Ozuna & Daddy Yankee             |
| 2018 | Callao Los Campeones del Pueblo: The Big Leagues         | Erstveröffentlichung: 7. Dezember 2018 Wisin & Yandel feat. Ozuna                                         |
| 2019 | Imposible Vida                                           | Erstveröffentlichung: 1. Februar 2019 Luis Fonsi feat. Ozuna                                              |
| 2019 | Dispuesto 11:11                                          | Erstveröffentlichung: 17. Mai 2019 Maluma feat. Ozuna                                                     |
| 2019 | Me niego Ahora                                           | Erstveröffentlichung: 31. Mai 2019 Reik feat. Ozuna & Wisin                                               |
| 2019 | La rompe corazones Con calma & mis grandes èxitos        | Erstveröffentlichung: 7. Juni 2019 Daddy Yankee feat. Ozuna                                               |
| 2019 | Taki taki Carte Blanche                                  | Erstveröffentlichung: 25. Juli 2019 DJ Snake feat. Selena Gomez, Ozuna & Cardi B                          |
| 2019 | Do It When I’m in It I Wanna Thank Me                    | Erstveröffentlichung: 16. August 2019 Snoop Dogg feat. Jermaine Dupri, Ozuna & Slim Jymmi                 |
| 2019 | Esclavo de tus besos ADN                                 | Erstveröffentlichung: 23. August 2019 Manuel Turizo feat. Ozuna                                           |
| 2019 | Aventura Épico                                           | Erstveröffentlichung: 25. Oktober 2019 Lunay feat. Anuel AA & Ozuna                                       |
| 2019 | Casualidad Uno                                           | Erstveröffentlichung: 25. Oktober 2019 Nacho feat. Ozuna                                                  |
| 2019 | Te robaré Íntimo                                         | Erstveröffentlichung: 1. November 2019 Nicky Jam feat. Ozuna                                              |
| 2020 | Rehén Historias de un capricornio                        | Erstveröffentlichung: 20. Dezember 2019 Arcángel feat. Ozuna                                              |
| 2020 | Easy (Remix) Famouz Reloaded                             | Erstveröffentlichung: 24. Januar 2020 Jhay Cortez feat. Ozuna                                             |
| 2020 | Si te vas 1 of 1                                         | Erstveröffentlichung: 21. Mai 2020 Sech feat. Ozuna                                                       |
| 2020 | China Emmanuel                                           | Erstveröffentlichung: 29. Mai 2020 Anuel AA, Daddy Yankee & Karol G feat. J Balvin & Ozuna                |
| 2020 | Quizás Orgánico                                          | Erstveröffentlichung: 17. Juli 2020 · Brytiago feat. Lunay & Ozuna, US: Gold (Latin)                      |
| 2020 | Te boté (Remix) Now or Never                             | Erstveröffentlichung: 24. Juli 2020 Nio García, Darell & Casper Mágico feat. Bad Bunny, Nicky Jam & Ozuna |
| 2020 | Se viste y se maquilla Quien contra mi 2                 | Erstveröffentlichung: 31. Juli 2020 Yandel feat. Ozuna                                                    |
| 2020 | Sigas moviendo Los favoritos 2                           | Erstveröffentlichung: 16. Oktober 2020 Arcángel feat. Ozuna                                               |
| 2020 | Mamacita Translation                                     | Erstveröffentlichung: 2. November 2020 The Black Eyed Peas feat. Ozuna & J. Rey Soul                      |
| 2020 | Baila baila (Live) 2k20, Pt. 3 – Live                    | Erstveröffentlichung: 25. Dezember 2020 Daddy Yankee feat. Ozuna                                          |
| 2020 | China (Live) 2k20, Pt. 3 – Live                          | Erstveröffentlichung: 25. Dezember 2020 Daddy Yankee feat. Anual AA & Ozuna                               |
| 2020 | No quiere enamorarse (Live) 2k20, Pt. 3 – Live           | Erstveröffentlichung: 25. Dezember 2020 Daddy Yankee feat. Ozuna                                          |
| 2021 | Hey Shorty (Remix) Los legendarios 0001                  | Erstveröffentlichung: 4. Februar 2021 Los Legendarios feat. Chris Andrew & Ozuna                          |
| 2021 | No me acostumbro Los legendarios 0001                    | Erstveröffentlichung: 4. Februar 2021 Los Legendarios feat. Ozuna, Reik, Wisin & Miky Woodz               |
| 2021 | Odisea KG0516                                            | Erstveröffentlichung: 26. März 2021 Karol G feat. Ozuna                                                   |
| 2021 | Pa’ guayarte Jose                                        | Erstveröffentlichung: 10. September 2021 J Balvin feat. Ozuna                                             |
| 2022 | Santo La fuerza                                          | Erstveröffentlichung: 21. Januar 2022 Christina Aguilera feat. Ozuna                                      |
| 2022 | Crazy Always Dream                                       | Erstveröffentlichung: 9. Juni 2022 Dímelo Flow feat. Arcangel, Ozuna, Lenny Tavárez, Jay Wheeler & Wisin  |
| 2022 | Emojis de corazones Multimillo, Vol. 1                   | Erstveröffentlichung: 1. Juli 2022 Wisin & Los Legendarios feat. Jhay Cortez & Ozuna                      |
| 2022 | Culpables los dos La última misión                       | Erstveröffentlichung: 30. September 2022 Wisin & Yandel feat. Ozuna                                       |
| 2022 | L.O.V.E. Elevation                                       | Erstveröffentlichung: 11. November 2022 The Black Eyed Peas feat. Ozuna                                   |
| 2024 | Monotonía Las mujeres ya no lloran                       | Erstveröffentlichung: 22. März 2024 Shakira feat. Ozuna                                                   |
| 2024 | Lollipop (Remix) Darell 2024                             | Erstveröffentlichung: 20. September 2024 Darell feat. Maluma & Ozuna                                      |

| Jahr | Titel Album                                         | Anmerkungen                                              |
| ---- | --------------------------------------------------- | -------------------------------------------------------- |
| 2022 | Arhbo FIFA World Cup Qatar 2022 Official Soundtrack | Erstveröffentlichung: 9. Dezember 2022 mit GIMS & RedOne |

| Jahr | Titel Soundtrack                                      | Anmerkungen                                                                             |
| ---- | ----------------------------------------------------- | --------------------------------------------------------------------------------------- |
| 2019 | Scared of the Dark (Remix) Spider-Man: A New Universe | Erstveröffentlichung: 22. Februar 2019 mit Lil Wayne & Ty Dolla Sign feat. XXXTentacion |
| 2019 | It’s Gonna Be a Lovely Day (Latin Mix) Pets 2         | Erstveröffentlichung: 31. Mai 2019 mit Lunchmoney Lewis                                 |

## Statistik

### Chartauswertung
|                     | DE    | AT    | CH    | UK    | US    | Latin       | ES    |
| ------------------- | ----- | ----- | ----- | ----- | ----- | ----------- | ----- |
| Nummer-eins-Alben   | DE—DE | AT—AT | CH—CH | UK—UK | US—US | Latin5Latin | ES2ES |
| Top-10-Alben        | DE—DE | AT—AT | CH1CH | UK—UK | US2US | Latin6Latin | ES3ES |
| Alben in den Charts | DE—DE | AT—AT | CH5CH | UK—UK | US7US | Latin7Latin | ES7ES |

|                       | DE    | AT    | CH     | UK    | US     | Latin         | ES      |
| --------------------- | ----- | ----- | ------ | ----- | ------ | ------------- | ------- |
| Nummer-eins-Singles   | DE—DE | AT—AT | CH—CH  | UK—UK | US—US  | Latin5Latin   | ES6ES   |
| Top-10-Singles        | DE1DE | AT—AT | CH3CH  | UK—UK | US—US  | Latin29Latin  | ES31ES  |
| Singles in den Charts | DE4DE | AT4AT | CH21CH | UK1UK | US20US | Latin117Latin | ES107ES |

### Auszeichnungen für Musikverkäufe
Das Lied Egoísta wurde weder als Single veröffentlicht, noch konnte es aufgrund von Downloads oder Streamings die Charts erreichen. Dennoch wurde es mit einer vierfachen Platin-Schallplatte (Latin) in den Vereinigten Staaten ausgezeichnet, womit sich das Lied über 240.000 Mal verkaufte.
| Land/RegionAuszeichnungen für Musikverkäufe (Land/Region, Auszeichnungen, Verkäufe, Quellen) | Gold       | Platin         | Diamant       | Verkäufe   | Quellen             |
| -------------------------------------------------------------------------------------------- | ---------- | -------------- | ------------- | ---------- | ------------------- |
| Argentinien (CAPIF)                                                                          | 3× Gold3   | —              | —             | 30.000     | Einzelnachweise     |
| Australien (ARIA)                                                                            | —          | 2× Platin2     | —             | 140.000    | aria.com.au         |
| Belgien (BRMA)                                                                               | —          | 2× Platin2     | —             | 80.000     | ultratop.be         |
| Brasilien (PMB)                                                                              | Gold1      | 6× Platin6     | 2× Diamant2   | 900.000    | pro-musicabr.org.br |
| Chile (IFPI)                                                                                 | 4× Gold4   | Platin1        | Diamant1      | 780.000    | profovi.cl CL2      |
| Dänemark (IFPI)                                                                              | —          | Platin1        | —             | 90.000     | ifpi.dk             |
| Deutschland (BVMI)                                                                           | Gold1      | Platin1        | —             | 600.000    | musikindustrie.de   |
| Ecuador (SOPROFON)                                                                           | —          | 3× Platin3     | —             | 18.000     | Einzelnachweise     |
| Frankreich (SNEP)                                                                            | 5× Gold5   | 2× Platin2     | 3× Diamant3   | 1.899.999  | snepmusique.com     |
| Indien (IMI)                                                                                 | —          | 13× Platin13   | —             | 1.560.000  | Einzelnachweise     |
| Italien (FIMI)                                                                               | 15× Gold15 | 31× Platin31   | —             | 2.690.000  | fimi.it             |
| Kanada (MC)                                                                                  | Gold1      | 8× Platin8     | —             | 680.000    | musiccanada.com     |
| Kolumbien (ASINCOL)                                                                          | Gold1      | 5× Platin5     | —             | 105.000    | Einzelnachweise     |
| Mexiko (AMPROFON)                                                                            | 17× Gold17 | 45× Platin45   | 11× Diamant11 | 6.450.000  | amprofon.com.mx     |
| Neuseeland (RMNZ)                                                                            | —          | 2× Platin2     | —             | 60.000     | radioscope.co.nz    |
| Norwegen (IFPI)                                                                              | —          | 2× Platin2     | —             | 120.000    | ifpi.no             |
| Österreich (IFPI)                                                                            | Gold1      | Platin1        | —             | 45.000     | ifpi.at             |
| Peru (UNIMPRO)                                                                               | —          | 3× Platin3     | —             | 18.000     | Einzelnachweise     |
| Polen (ZPAV)                                                                                 | —          | 5× Platin5     | —             | 190.000    | olis.pl             |
| Portugal (AFP)                                                                               | 5× Gold5   | 7× Platin7     | —             | 95.000     | Einzelnachweise     |
| Schweiz (IFPI)                                                                               | Gold1      | 2× Platin2     | —             | 50.000     | hitparade.ch        |
| Spanien (Promusicae)                                                                         | 33× Gold33 | 151× Platin151 | —             | 9.020.000  | elportaldemusica.es |
| Venezuela (APFV)                                                                             | —          | 2× Platin2     | —             | 20.000     | Einzelnachweise     |
| Vereinigte Staaten (RIAA)                                                                    | 10× Gold10 | 121× Platin121 | 29× Diamant29 | 31.710.000 | riaa.com            |
| Vereinigtes Königreich (BPI)                                                                 | —          | Platin1        | —             | 600.000    | bpi.co.uk           |
| Zentralamerika (CFC)                                                                         | Gold1      | 9× Platin9     | Diamant1      | 1.015.000  | cfc-musica.com      |
| Insgesamt                                                                                    | 98× Gold98 | 426× Platin426 | 49× Diamant49 |            |                     |